# Chajim Chermeš
Chajim Chermeš (hebrejsky: חיים חרמש, rodným jménem Mihály Kaszás; 4. ledna 1919 – 23. března 2007) byl židovsko-maďarský parašutista, člen výsadkové skupiny Amsterdam, vyslané z mandátní Palestiny a vysazené v roce 1944 na Slovensku.

## Biografie
Narodil se jako ve městě Veszprém. V Maďarsku působil ve vedení sionistického hnutí a roku 1940 spolu s manželkou Dinou podnikl aliju do tehdejší mandátní Palestiny, a to na lodi Libertad. Zde byl jako nelegální přistěhovalec zatčen a rok strávil v internačním táboře Atlit.
Během druhé světové války byl poslán v rámci operace Amsterdam jako dobrovolník ve výsadku na Slovensko, spolu s Chavivou Reikovou, Cvim Ben Jaakovem a Rafa'elem Reiszem. Jediný ze skupiny přežil, působil jako partyzán a byl s ním přerušen kontakt v průběhu celého roku.
Po válce napsal o svém působení knihy Operace Amsterdam a Ve stínu pevnosti (Be-cel ha-mecuda‎). Působil jako sekretář sionistického hnutí.
Zemřel v kibucu Kfar Glikson roku 2007.